# Le Grand Secret (mini-série)
Pour les articles homonymes, voir Le Grand Secret.
Le Grand Secret est une mini-série en coproduction française-allemande-espagnole-canadienne réalisée par Jacques Trébouta sur un scénario d'André Cayatte, d'après le roman éponyme de René Barjavel, et diffusée en 1989 sur Antenne 2.
La série suit Jeanne Corbet qui aime Roland. Un jour, celui-ci disparaît dans des circonstances mystérieuses. Après avoir échappé à son tour à une tentative d'enlèvement, elle décide de partir à sa recherche. Elle rencontre un aréopage d'espions, de contre-espions et de « diplomates », comme le couple Samuel et Suzan Frend...

## Synopsis
Jeanne Corbet (Louise Marleau) est liée à Roland Fournier (Peter Sattmann), un chercheur trentenaire  travaillant à Villejuif sur un traitement contre le cancer. Mariée à Paul Corbet (Fernando Rey) un médecin plus âgé qu’elle qui tolère sa liaison, Jeanne est obsédée par son amant et vit une véritable passion amoureuse. Au cours de mystérieux événements pilotés par les services secrets, Roland disparaît et son institut est incendié ; Jeanne subit simultanément une tentative d’enlèvement.
Samuel Frend (Claude Rich), agent secret américain basé en France, entre en contact avec Jeanne et lui offre la possibilité de savoir que son amant n’est pas mort. Dès lors persuadée que son amant est en vie, Jeanne va consacrer toute son existence à le retrouver en écumant le monde à la recherche de pistes dans le domaine scientifique et de l’espionnage. À Caracas elle retrouve Frend et sa femme Suzan (Claude Jade), mais elle perd leur trace. Alors que ce petit jeu mystérieux pourrait commencer à agacer, les fils de l’intrigue se dénouent peu à peu et on comprend le pourquoi de cette agitation : la découverte par le professeur Bahanba (Richard Münch), un savant indien travaillant sur un traitement contre le cancer, du JL3 un sérum d’immortalité stoppant le vieillissement et supprimant la vulnérabilité aux maladies chez tout être vivant. Quelques années plus tard on annonce que Samuel Frend est mort. Jeanne ne croit pas qu'il s'est tué dans un accident et rend visite à Suzan, qui vit à Bennington (Vermont), mais la "veuve" joue un double jeu. Suzan est une agente. Jeanne retrouve Samuel sous le nom de "Colonel Bass" sur une île appelée îlot 307, gardée jour et nuit par l’armée. Sur l'île, une communauté s'est développée en autarcie complète autour du professeur Bahanba, qui joue le rôle de sage et de guide quasi spirituel. Là, Jeanne âgée de cinquante ans à présent, retrouve Roland qui est resté le sémillant jeune homme de ses trente printemps. Leur amour s’en trouve fortement contrarié et assez étrangement Jeanne s’avère incapable de contracter le JL3.
Sur l’îlot 307, les jeunes s’arrêtent de vieillir à 18 ans, les femmes doivent absorber des médicaments pour ne pas être fécondées, les animaux subissent aussi les mêmes traitements à l’exception des insectes dont le taux élevé de reproduction les oblige à être éliminés régulièrement. L’harmonie semble régner, les souffrances et les tensions annihilées. Pourtant l’instinct sexuel demeure le plus vivace et les jeunes gens éprouvent un violent désir de procréation. Un jeune couple, Han (Fernando Guillén Cuervo) et Annie (Leila Fréchet), la fille de Roland, enfreint les règles et donne un exemple qui entraîne une recrudescence de grossesses.
Les tensions commencent alors à apparaître entre les adultes qui veulent conserver leur équilibre coûte que coûte et les adolescents qui se révoltent d’autant plus qu’un autre virus le C14 se montre apparemment capable de contre carrer les effets du JL3. La mort du professeur Bahanba qui se laisse mourir de faim en raison de ses croyances hindouistes précipite la désunion des habitants de l’île. Une guerre éclate provoquant l’embrasement puis la destruction de l’île par les gouvernements.
Seuls Han et Annie parviennent à s’échapper…

## Distribution
- Louise Marleau : Jeanne Corbet
- Claude Rich : Samuel Frend
- Peter Sattmann : Roland Fournier
- Fernando Rey : Paul Corbet
- Claude Jade : Suzan Frend
- Paul Guers : William Garrett
- Richard Münch : Shri Bahanba
- Alain Mottet : Hamblain
- Leila Fréchet : Annie 18 ans
- Martine Sarcey : Mme Fournier
- Fernando Guillén Cuervo : Han
- Juan José Artero : Den
- Blanca Marsillach : Mary
- Annick Blancheteau : Lady Ogilvie
- Sophie Renoir : Mrs. Banerjee
- Philippe Moreau : Leroy-Champier
- Elisabeth Kaza : Mrs Hutchinson
- Pierre Londiche : Ambassadeur US Paris
- Pierre Belot: Prof. Lichtenberg
- Michel Peyrelon: Poliot
- Jacques Giraud : Marin
- Huguette Funfrock: sosie d'Élisabeth II
- Frank Fontaine : Mr. Colby